# 德意志交易所

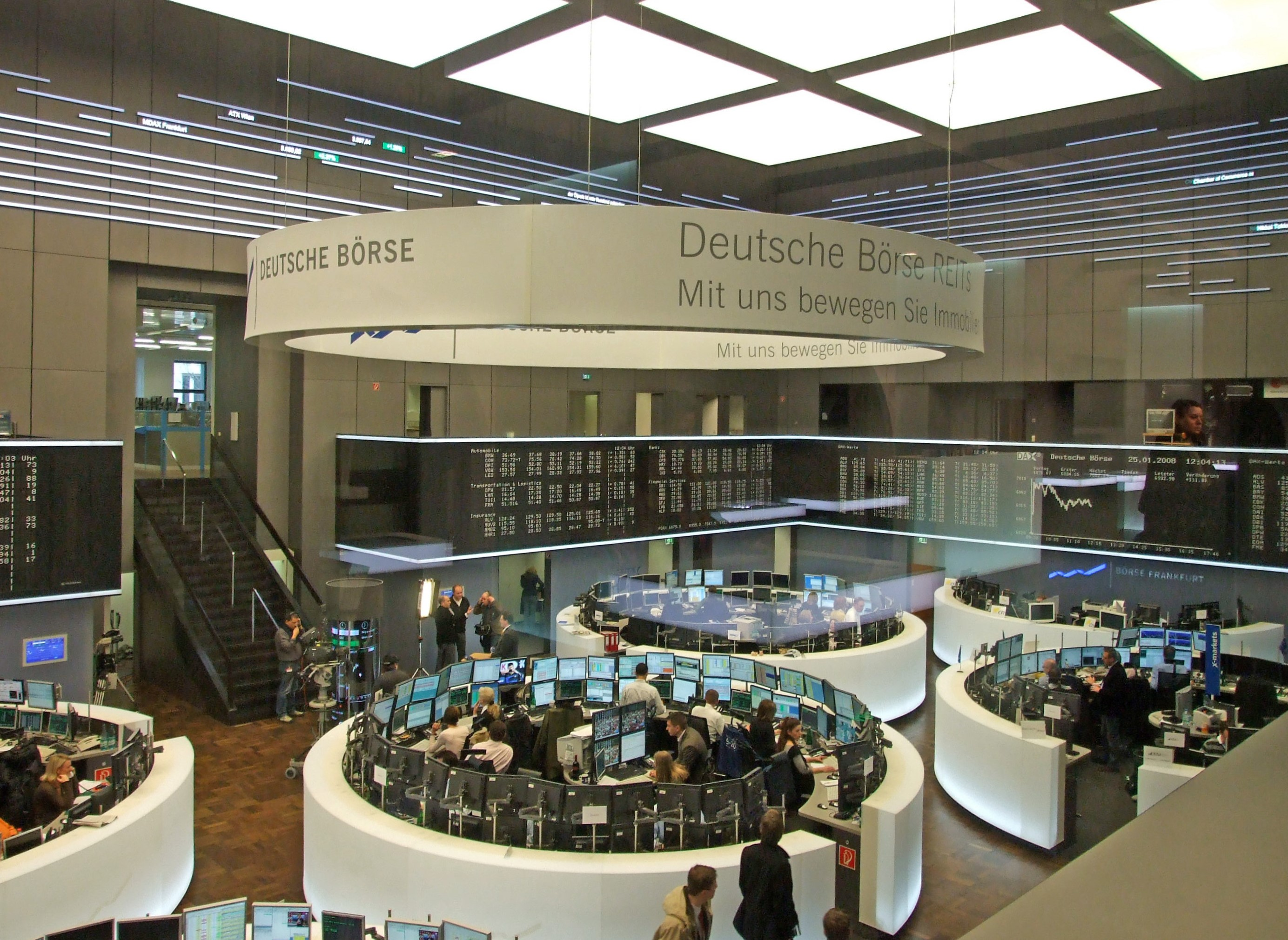
Deutsche-boerse

德意志交易所集團（德語：Deutsche Börse Group），亦即德意志交易所股份有限公司（德語：Deutsche Börse AG），成立於1992年，是德國交易市場營運商，提供買賣股票和其他證券服務。也是一個交易服務供應商。各公司和投資者透過它進入全球資本市場。它是一個股份有限公司，總部設在德國的法蘭克福。2016年3月，德意志交所集團宣布與倫敦證券交易所合併。2017年3月29日，歐洲執行委員會拒絕倫敦證券交易所和德意志交易所規模280億歐元的合併案。
公司全球有3200僱員，主要服務的客戶在歐洲、美國和亞洲。德意志交易所集團已在德國、盧森堡、瑞士、捷克和西班牙設有分公司，在倫敦、巴黎、芝加哥、紐約、香港和迪拜設有辦事處。
歷史悠久的法蘭克福證券交易所，是世界上最大的交易中心之一，也是德意志交易所集團的子公司。德意志交易所集團是在法蘭克福證券交易所上市。
德意志交易所集團是德國上市企業，並被作爲藍籌股納入德國指數DAX當中。德國指數DAX是德國重要指標，它包括了在法蘭克福證券交易所掛牌交易的股票中流動性最強、市值最大的40個企業。

## 外部連結
- 德意志交易所集團 （页面存档备份，存于）